# Десорбция в электрическом поле
Десорбция в электрическом поле или полевая десорбция (англ.  Field Desorption) — метод в масс-спектрометрии, позволяющий получать информацию о молекулярном ионе углеводородов. Используется для анализа тяжелых фракций нефти.
При использовании данного метода нет необходимости испарять пробу, этот метод подходит для анализа действительно мало-летучих соединений, например солей, и термально нестабильных соединений. Ионы образуются под действием сильного негомогенного электрического поля на поверхности специально активированного (энергизированного) эмиттера. Аналит представляет собой тонкую плёнку или кристаллы, насыпанные на поверхность эмиттера. Полученные масс-спектры имеют минимум фрагментаций или не имеют их вообще. Доминирует молекулярный ион М+, чуть реже — протонированный МИ: [M+H]+.